# Benešův mlýn
Benešův mlýn, dříve zvaný též Vendulák nebo Bendulák, či mlýn Veselých je někdejší poměrně impozantní mlýn v Táboře-Klokotech stojící na pravém břehu řeky Lužnice, asi 2 km od centra města.

## Dějiny
Benešův mlýn byl postaven roku 1855 na náklady Aloise Firstara. V roce 1884 mlýn již patřil mlynáři Bendulákovi (Vendulákovi). Do roku 1888 byl spolumajitelem mlýna také Jaroslav Jinota. Později pak přešel mlýn do vlastnictví rodu Benešů. Ti také postavili cestu nad mlýnem, která v současné době slouží jako pěší a cyklistická stezka vedoucí k restauraci Harrachovka a dále k nové lávce u Harrachovky (dříve dřevěná Thanabauerova lávka). Do doby druhé světové války byl mlýn zhruba poloviční. Poté však přestal kapacitně dostačovat, byl rozšířen a bylo nainstalováno nové, výkonnější zařízení mlýna. Došlo však k technickému naddimenzování. Dosavadní mlýnské vodní kolo kapacitně nestačilo na množství energetické výroby. Benešovi pak pravděpodobně mlýn prodali.
V době po roce 1948 byl ve mlýně sklad nábytku a částečně bytové prostory, které však byly z důvodu špatného technického stavu vystěhovány.
V 90. letech 20. století přešel objekt do soukromého vlastnictví a poté do majetku banky. 2. dubna 1996 mlýn od banky koupil jeho současný majitel Vítězslav Veselý, který jej zrekonstruoval a vybudoval malou vodní elektrárnu.

## Technické údaje
Současný majitel Vítězslav Veselý v Benešově mlýně vybudoval malou vodní elektrárnu s pěti kaplanovými turbínami, která elektrickou energií zásobuje vilovou čtvrť v Klokotech.

## Zajímavosti
Benešův mlýn se také objevil ve filmové komedii Petra Nikolaeva Proč bychom se netopili z roku 2007.